# Pagedale (Missouri)
Pagedale ist eine Stadt im St. Louis County im US-Bundesstaat Missouri. Das U.S. Census Bureau hat bei der Volkszählung 2020 eine Einwohnerzahl von 2.554 ermittelt.

## Geographie
Die Koordinaten von Pagedale liegen bei 38°40'42" nördlicher Breite und 90°18'40" westlicher Länge.
Nach Angaben der United States Census 2010 erstreckt sich das Stadtgebiet von Pagedale über eine Fläche von 3,08 Quadratkilometer (1,19 sq mi).

## Bevölkerung
Nach der United States Census 2010 lebten in Pagedale 3304 Menschen verteilt auf 1179 Haushalte und 891 Familien. Die Bevölkerungsdichte betrug 705,5 Einwohner pro Quadratkilometer (2776,5/sq mi).
Die Bevölkerung setzte sich 2010 aus 3,4 % Weißen, 93,4 % Afroamerikanern, 0,2 % Asiaten, 0,2 % amerikanischen Ureinwohnern, 0,6 % aus anderen ethnischen Gruppen und 2,2 % stammten von zwei oder mehr Ethnien ab.
In 39,0 % der Haushalte lebten Personen unter 18 Jahre und in 10,5 % Menschen die 65 Jahre oder älter waren. Das Durchschnittsalter betrug 32,7 Jahre und 47,8 % der Einwohner waren männlich.

## Belege
1. ↑  Explore Census Data Total Population in Pagedale city, Missouri. Abgerufen am 2. Februar 2023.
2. ↑   United States Census
3. ↑   American Fact Finder